# Karaté à La Réunion

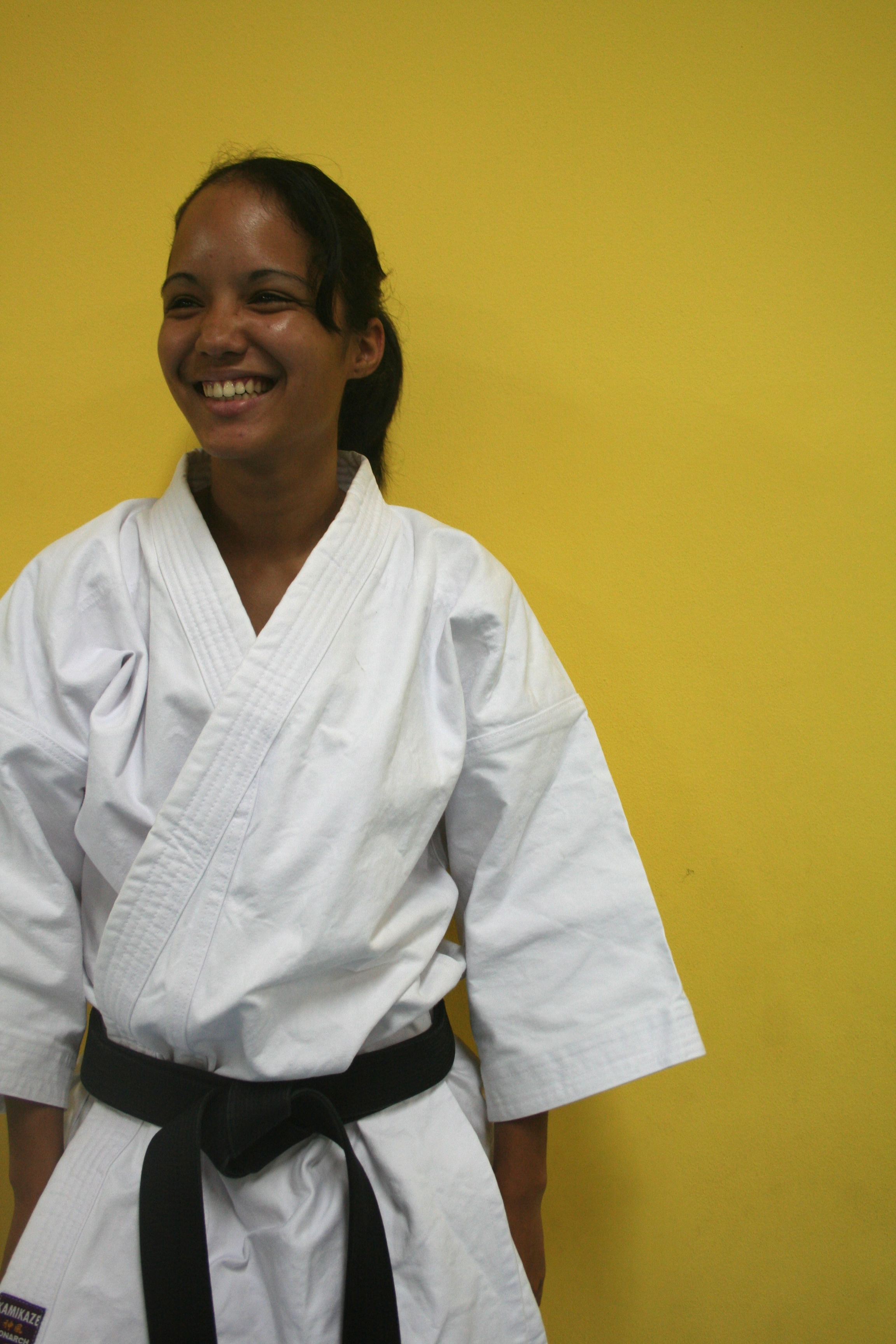
Portrait d'Emmanuelle Fumonde, une karatéka réunionnaise médaillée d'or en kata individuel féminin cadettes aux championnats du monde de karaté juniors et cadets 2005 et médaillée de bronze junior aux championnats d'Europe de karaté juniors et cadets 2008.

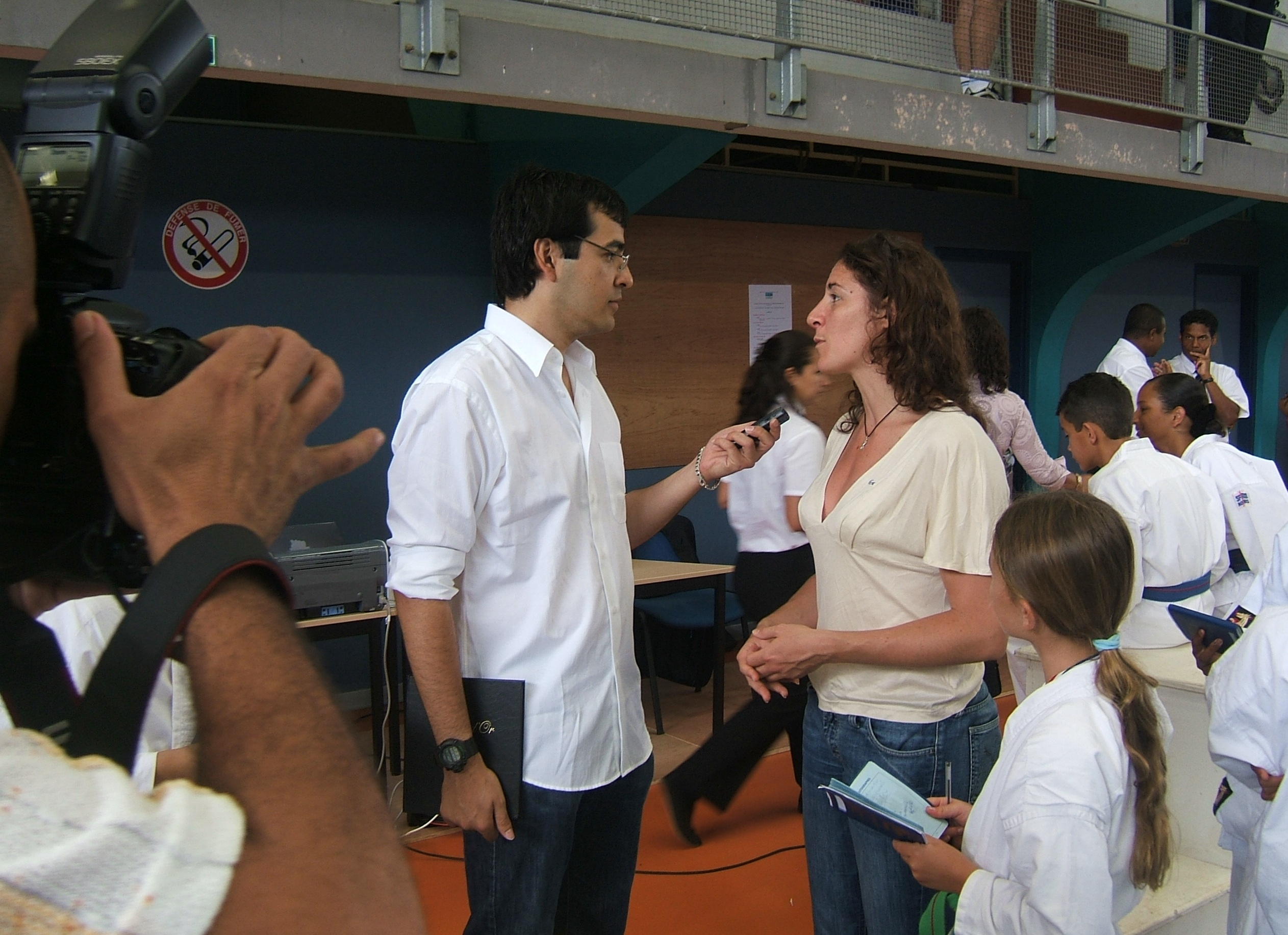
Photographie de la Métropolitaine Laurence Fischer répondant à un journaliste au dojo de Bras-Panon, à La Réunion, quelques jours après son dernier titre de championne du monde de karaté obtenu en 2006 à Tampere, en Finlande.

Le karaté fait partie des sports les plus populaires à La Réunion, une île du sud-ouest de l'océan Indien constituant un département d'outre-mer français. De fait, la Ligue de karaté de La Réunion, qui est la ligue sportive régionale représentant localement la Fédération française de karaté et disciplines associées, responsable du karaté en France, comptait en 2007 un total de 4 042 licenciés pratiquant le karaté ou les arts martiaux dits affinitaires. Ceci fait du karaté et de ses variantes le cinquième sport dénombrant localement le plus de licenciés après le football, le tennis, le handball et la natation mais devant le judo, la pétanque, l'athlétisme, la gymnastique ou l'équitation. En outre, parmi les douze sports revendiquant localement plus de 2 000 licenciés, le karaté est celui qui proportionnellement fournit le plus de licenciés à sa fédération nationale : 2,1 % des karatékas français sont réunionnais.

## Histoire
L'île a produit de nombreux champions de France, principalement en kata mais, depuis peu, également en combat. Quelques compétiteurs réunionnais sont parvenus à devenir champions d'Europe ou du monde juniors avant que Lucie Ignace ne remporte un titre en kumite aux championnats du monde de karaté seniors. Parmi les autres athlètes les plus titrés, on compte plusieurs membres de la famille Chan-Liat, qui a amplement participé à l'essor local du karaté, mais aussi Jean-François Lebon, Joël Carpin, Latifa Dittoo, Emmanuelle Fumonde, Ludivine Vedapodagom, etc.